# Jiangcun (köpinghuvudort i Kina, Shaanxi, lat 34,39, long 108,25)
Jiangcun (kinesiska: 姜村, 姜村镇) är en köpinghuvudort i Kina. Den ligger i provinsen Shaanxi, i den nordvästra delen av landet, omkring 61 kilometer väster om provinshuvudstaden Xi'an. Antalet invånare är 27 813. Befolkningen består av 13 584 kvinnor och 14 229 män. Barn under 15 år utgör 16,0 %, vuxna 15-64 år 74 %, och äldre över 65 år 9,0 %.
Runt Jiangcun är det mycket tätbefolkat, med 1 266 invånare per kvadratkilometer. Närmaste större samhälle är Wugong, 15,5 km söder om Jiangcun. Trakten runt Jiangcun består till största delen av jordbruksmark.
Genomsnittlig årsnederbörd är 668 millimeter. Den regnigaste månaden är september, med i genomsnitt 143 mm nederbörd, och den torraste är december, med 1 mm nederbörd.